# شهرستان نورث‌آمبرلند (ویرجینیا)
شهرستان نورث‌آمبرلند (به انگلیسی: Northumberland County) یک منطقهٔ مسکونی در ایالات متحده آمریکا است که در ویرجینیا واقع شده‌است. شهرستان نورث‌آمبرلند ۷۴۰٫۷۴ کیلومتر مربع مساحت دارد.